# Hermann Krehan
Hermann Krehan (24. prosince 1896 Podbořany – 10. října 1944 Sachsenhausen) byl československý politik německé národnosti, meziválečný poslanec Národního shromáždění za Komunistickou stranu Československa.

## Biografie
Podle údajů k roku 1934 byl profesí kancelářskou silou v Chomutově.
V parlamentních volbách v roce 1929 získal za Komunistickou stranu Československa poslanecké křeslo v Národním shromáždění. Mandátu ale nabyl až dodatečně, v roce 1934, jako náhradník poté, co poslankyně Elvira Kuhn ztratila mandát.
V roce 1939 byl zatčen a do roku 1944 byl vězněn v koncentračním táboře Sachsenhausen, kde také zemřel.